# 宮地大介
宮地大介（みやち だいすけ、1968年4月3日 - ）はタイタン所属の俳優、芸人。
役者として多くの舞台、TVドラマ、映画、CMに出演。2014年まではタイタン主催の「タイタンシネマライブ」「タイタンライブ・レア」に出演するなど、芸人としても活動。「ラジオDJ」ネタが好評であった。

## 略歴
1968年4月、広島県呉市に生まれる。父は陶芸家の故・宮地準三。
東京・調布の日活撮影所の中にあったにっかつ芸術学院（2013年3月末閉校）を卒業後、定まった劇団には所属せず役者として活動を続けていたが、1996年に藤田真文とコントコンビ「がんす」を結成しデビュー。同時にタイタンに所属となる。
また、ウクレレえいじ、コヤマ紀比古、THE MAN、スギタヒロシとでコントユニット「哀愁メロメロ」を組み、年1回のペースでコントライブを行う（現在は休止中）。
2004年末をもってがんす解散。2005年2月25日のタイタンライブにて解散を発表。以降、ピン芸人として「ラジオDJ」ネタが好評。また、役者としての活動も本格的に開始。
2012年3月、演出に映画監督の深作健太を迎え、一人芝居による初の単独公演「ディスクジョッキーを黙らせろ」vol.深作健太を開催。その後も年1回のペースで一人芝居を行う。
2015年より、一旦芸人活動を休止し、役者一本で活動。

## 人物
- メガネがトレードマークで、携帯アプリ「宮地大介のラジオ大学　朝セット」「宮地大介のラジオ大学　夜セット」では、メガネボタンを押すとDJのプロフィールや裏設定、ひとくちメモが現れる[2]。役の上でも、最近はほとんどメガネをかけている。実際に、視力は裸眼で0.1。また、「哀愁メロメロ」等では時々鼻の下が長いことをいじられる。
- デッサン画も得意としており、しばしば自らの芝居や友人・知人の芝居のチラシのデザインを描いている。

## エピソード
- 2005年2月25日、がんす解散発表の日のタイタンライブにおいて、宮地はウクレレえいじと「哀愁メロメロ」の中でのネタ「部長と課長」で出演したが、その後しばらくタイタンライブに出演しない時期があった。一方、相方の藤田は解散発表の日は「グレート乙羽屋」で歌舞伎ネタを披露。現在、藤田はタイタンを離れ、「ラブセクシー乙羽屋」として西口プロレスで活動中[3]。
- 2012年8月20日、芝居の稽古からの帰宅中に甲州街道にて自転車の単独事故により転倒。右膝を強打し、膝の皿が丸見えになった[4]。しかし、翌日から連続6日間全9回公演の舞台があったが、そのまま支障をきたすことなく無事に全公演をこなした。

## 出演

### 舞台
- Aries33 Presents「SCANDALOUS NIGHT」（1991年9月6日〜9日、池袋小劇場）
- Aries33 Presents「BLUE Part.III」（1991年12月14日、池袋小劇場）
- Aries33 Presents「SCANDALOUS NIGHT2」（1992年4月17日〜19日、池袋小劇場）
- 「オン・マイ・マインド」（1993年8月28日、くにたち市民芸術小ホール）
- ミュージカル「雫の中の星座－もうひとりのアリス－」（1993年12月10日〜12日、シアターVアカサカ）
- 劇団Bey 第1回プロデュース公演「ゴジラ」（1994年2月3日〜6日、荻窪アールコリン劇場）
- まっぷVol.III「YUTAKA〜放熱という名のもとに」（1995年4月25日〜26日、広島YMCA国際文化ホール／1995年5月6日〜7日、銀座小劇場）
- PK Belly & Company「GOOD-BYE MELANCHOLY」（1995年4月29日〜30日、スペースゼロ）
- 劇団Bey 第2回プロデュース公演「土方歳三殺人事件」（1995年6月23日〜26日、ウエストエンドスタジオ）
- 劇団ACT-ARROW Vol.IV「HAPPY BIRTH DAY」（シアターグリーンフェスティバル '95 Vol.40参加）（1995年7月7日〜11日、シアターグリーン）
- 劇団鈴音座興行其ノ六「アジアの泪－目醒めれば黄金の郷、夢見るは月凪ぐ浜辺－」（1995年11月17日〜19日、池袋文芸坐ル・ピリエ）
- 絶対王様Pバージョン「オーディション」（1996年4月27日〜5月1日、新宿シアターモリエール）
- オペレッタ「オズの魔法使い〜私に伝える物語〜」（1996年9月26日〜29日、大塚ジェルスホール）
- 劇団Bey 第3回プロデュース公演「あしたが雨になりますように」（1996年12月13日〜16日、ウエストエンドスタジオ）
- 絶対王様「はえお」（1997年3月11日〜12日、下北沢駅前劇場）
- 絶対王様「絶対王様〜多摩ヴァージョン〜」（1998年2月28日、パルテノン多摩小ホール）
- 絶対王様「絶対王様〜グリーンヴァージョン〜」（1998年3月20日〜24日、池袋シアターグリーン）
- 哀愁メロメロVol.1
- 哀愁メロメロVol.2
- 哀愁メロメロVol.3（2002年11月7日〜8日、新宿プーク人形劇場）
- 哀愁メロメロVol.4「メランコリック・ノックアウト」（2003年8月9日〜10日、しもきた空間リバティ）
- 哀愁メロメロVol.5「ダウヨル・ガロコ」（2004年4月5日〜7日、新宿プーク人形劇場）
- 劇団ビタミン大使ABC「黒くなる」（2004年11月17日〜21日、紀伊國屋ホール）
- 哀愁メロメロVol.6「ミル貝がゆく」（2005年3月12日〜15日、新宿プーク人形劇場）
- ポエティック・シンフォニー「The Seventh night of July」（2005年6月17日〜19日、東京芸術劇場小ホール2）
- 劇団ビタミン大使ABC「ほ通り六番の柱がないので」（2005年10月6日〜9日、紀伊國屋ホール）
- 劇団ダミアン「虚船　ウツロブネ〜此処からはみえない海〜」（2006年3月2日〜6日、中野光座）
- 劇団ビタミン大使ABC「夏屋服部商店のやり方」（2006年4月15日〜23日、シアター・グリーンメインホール）
- 哀愁メロメロVol.7「マザーと呼ばれた男」（2006年8月10日〜13日、しもきた空間リバティ）
- 劇団ビタミン大使ABC「君のビート」（2006年10月25日〜29日、シアターサンモール）
- 「憂の喜劇07〜パニッシュ夫人〜」（2007年3月24日、アイピット目白）
- 劇団ビタミン大使ABC「誘蛾灯」（2007年7月10日〜15日、SPACE107）
- 「哀愁メロメロVol.8〜椅子と机〜」（2007年9月21日〜24日、新宿プーク人形劇場）
- alliance design+ プロデュース「feel trip」〜オムニバスストーリー〜（2008年1月19日、スパイラルホール）
- 黒色綺譚カナリア派「葦ノ籠〜アシノカゴ〜」（2008年3月19日〜23日、青山円形劇場）
- 哀愁メロメロVol.9「NORIHIKO」（2008年11月6日〜9日、しもきた空間リバティ）
- フラクタル公演「スナック寒月〜ひろしの店の作り方〜」（2008年12月17日〜21日、サンモールスタジオ）
- 劇団ビタミン大使ABC「インスンデル」（2009年11月12日〜15日、シアターサンモール）
- 花歌マジックトラベラー「夏の夜の夢のよう」（2010年9月3日〜12日、築地本願寺ブディストホール）
- 劇団ビタミン大使ABC「眠る夢、見る夜」（2010年11月11日〜14日、シアターサンモール）
- 劇団ビタミン大使ABC「入力1のパヴァーヌ」（2011年9月27日〜10月2日、中野ザ・ポケット）
- 劇団ダミアン「説教強盗」（2011年11月6日〜13日、アサヒ・アートスクエア）
- 宮地大介第一回単独公演「ディスクジョッキーを黙らせろ」vol.深作健太（2012年3月27日〜29日、笹塚ファクトリー）
- 演劇集団Nの2乗 第17回公演「窓からは夏の空が…」（2012年8月21日〜26日、下北沢「劇」小劇場）
- Wonder×Works「満州夜曲」（2012年10月17日〜21日、俳優座劇場）
- 宮地大介第二回単独公演「人生リハーサル」vol.和田ラヂヲ（2013年2月24日〜26日、座・高円寺2）
- 演劇ユニットNプラス「ニュータウンカフェの人々」（2013年8月27日〜9月1日、下北沢「劇」小劇場）
- ザ★夕方カレー第6回プロデュース公演「千年目の浮気」（2013年10月4日〜6日、ウッディシアター中目黒）
- 「プロペラとスカーフ」（2013年11月15日〜25日、シアター風姿花伝）
- 宮地大介第三回単独公演『時雨銀二郎第49回ひとり芝居「Break a leg.」』vol.小宮孝泰（2014年10月24日〜26日、座・高円寺2）
- 「ダウンライトの真贋」（2014年11月7日〜16日、キンケロシアター）
- 劇団K助presents「ドブ恋4」（2015年3月5日〜15日、千本桜ホール）
- 女々「窒息」（2015年5月22日〜31日、千本桜ホール）
- 惑星☆クリプトンVol.2「SMOKIN' LOVERS」（2015年9月4日〜13日、松濤Bar BASE）
- O次郎presents公演「チチガハハ」（2016年4月7日〜10日、ABCホール）
- 劇団時間制作第十回公演「皮肉にも雨は降る」（2016年5月11日〜22日、劇団MOMO）
- 劇団K助presents「ドブ恋6」（2016年6月7日〜12日、千本桜ホール）
- 惑星☆クリプトンVol.3「SMOKIN' LOVERS〜シケモク〜」（2016年9月8日〜18日、多目的DINING BARでんでけ）
- 惑星☆クリプトンVol.4「SMOKIN' LOVERS〜ヤニクラ〜」（2016年9月18日〜28日、多目的DINING BARでんでけ）
- 劇団K助presents「ドブ恋7」（2016年10月18日〜30日、千本桜ホール）
- コギエルproduce vol.1「絶唱」（2016年11月11日〜13日、ザ★キッチンNAKANO）
- トローチ第三回公演「エキスポ」（2017年1月22日〜29日、赤坂RED/THEATER）
- 劇団道学先生「梶山太郎氏の憂鬱と微笑」（2017年6月7日〜18日、赤坂RED/THEATER）
- 女々presents「ドブ恋8」（2017年7月4日〜12日・2017年7月15日〜23日、千本桜ホール）
- 「劇、佐藤満春　第０章」（2017年7月21日〜23日、新宿シアター・ミラクル）
- 劇団時間制作第十五回公演「手を握る事すらできない」（2017年11月8日〜19日、萬劇場）
- 惑星☆クリプトンVol.5「SMOKIN' LOVERS〜紫煙〜」（2017年12月8日〜17日、Cafe Bar LIVRE）
- BuzzFestTheater第6回公演「昏闇の色」（2018年1月17日〜23日、下北沢駅前劇場）
- 女々presents「ドブ恋9」（2018年5月22日〜27日、下北沢小劇場B1）
- 日穏－bion－　第10回公演「月の海」（2018年7月11日〜17日、下北沢「劇」小劇場）
- 「劇、佐藤満春　第1章」（2018年7月20日〜22日、新宿シアター・ミラクル）
- O次郎presents公演「タマリ」（2018年10月5日〜8日、ABCホール）
- 日穏－bion－　第10回公演「月の海」（2018年10月12日〜13日、栃木県総合文化センター・サブホール）
- 「SMOKIN' LOVERS〜燐寸〜」（2018年11月1日〜14日、ROCK BAR EDGE）
- 「SMOKIN' LOVERS〜副流煙〜」（2018年11月1日〜14日、ROCK BAR EDGE）
- 「SMOKIN' LOVERS〜燐寸〜」（2018年11月17日〜30日、Cafe Bar LIVRE）
- 「SMOKIN' LOVERS〜副流煙〜」（2018年11月17日〜30日、Cafe Bar LIVRE）
- ラーニング・ラパン第6回公演「父、躍る」（2019年5月10日〜14日、ウッディシアター中目黒）
- 女々presents「ドブ恋10」（2019年5月21日〜26日、下北沢小劇場B1）
- 江古田のガールズ10周年記念特別公演・第2弾「渋い劇の祭《本当にあったら怖い話》」（2019年6月26日〜30日、CBGKシブゲキ!!）
- 子どもミュージカルスクールれんアカデミー公演「がらくた街のネジを巻け！」（2019年8月17日〜18日、座・高円寺2）
- 劇団K助プレゼンツ　宮地大介 生誕50周年記念公演「浜辺の劇団」（2019年9月3日〜8日、下北沢小劇場B1）
- Tommy's Project Vol.1 大竹野正典没後10年記念公演「サヨナフ－ピストル連続射殺魔ノリオの青春」（2019年10月2日〜6日、TBスタジオ）
- 「劇、佐藤満春　第1章」（2019年10月28日〜29日、渋谷・ユーロライブ）
- 「愛こそすべて」（2019年11月19日、茅場町CAFE SALVADOR）
- 「愛こそすべて」（2019年11月30日、BROOKLIN RIBBON FRIES駒沢）
- CEDAR Produce vol.5「悪霊」（2020年1月23日〜29日、シアター風姿花伝）
- 謎のキューピー第16回公演「落語家の弟子、前座。〜女編〜」（2020年2月19日〜23日、中野スタジオあくとれ）
- 江古田のガールズ「Don't stop me now!」（2020年3月18日〜22日、サンモールスタジオ）
- 藤原たまえプロデュースVol.4「MASKED HEROES」（2020年6月30日〜7月8日、下北沢小劇場B1）
- 大竹野正典没後10年記念公演「リボルバー」（2020年9月30日〜10月4日、TBスタジオ）
- 江古田のガールズ12周年記念公演「12人の怒れる男　12人の怒れる女」（2021年3月30日〜4月4日、下北沢「劇」小劇場）
- CEDAR Produce vol.7「群盗」（2021年6月5日〜13日、赤坂RED/THEATER）
- TBスタジオ企画 ハイパー朗読劇「手紙 届かなかったラブレター」（2021年8月5日、劇的ライヴスペース・オメガ東京）
- 「ドン・カルロス」（2022年11月17日〜23日、紀伊國屋ホール）
- TBスタジオスペシャル「探偵物語（縄文編）」（2021年12月14日〜19日、TBスタジオ）
- ゲキ集団BumpyBox結成2周年記念公演/第9回公演「となりの山田さん〜Guilty or Notguilty〜」（2022年3月25日〜27日、神戸三宮シアター・エートー）
- 「ブリキの太鼓〜僕は三才で、オトナになる事をやめた。〜」（2022年5月11日〜15日、サンモールスタジオ）
- 劇団道学先生旗揚げ25周年記念公演「梶山太郎氏の憂鬱と微笑」（2022年6月29日〜7月10日、新宿シアタートップス）
- みやのりのかい「今は昔、栄養映画館」（2022年8月12日〜14日、劇場OFF・OFFシアター）
- 「オルレアンの少女〜ジャンヌ・ダルク〜」（2022年10月6日〜9日、シアタートラム / 10月15日・16日、COOL JAPAN PARK OSAKA TTホール）[5]
- 江戸川乱歩名作朗読劇「孤島の鬼」（2023年1月24日〜29日、紀伊國屋サザンシアター）
- 「火の顔/アンティゴネ」（2023年4月8日〜16日、吉祥寺シアター）
- 藤原たまえプロデュースVol.15「無法地帯」（2023年7月5日〜9日、下北沢「劇」小劇場）
- 「未婚の女」（2023年10月18日〜22日、銕仙会能楽研修所）
- BACC project vol.1「THE BENCH〜「動物園物語」より〜」（2024年1月22日〜28日、こった創作空間）
- 劇団道学先生現代日本名作戯曲シリーズvol.2「東京の恋〜さほどロマンチックでもなく〜」（2024年4月9日〜15日、新宿シアタートップス）
- 「ノラ－あるいは、人形の家－」（2024年5月23日〜26日、銕仙会能楽研修所/ 6月1日・2日、水戸芸術館ACM劇場［特設能舞台］）
- 劇団道学先生「兄妹どんぶり」（2024年10月9日〜15日、新宿シアタートップス）[6]
- ルル‐地霊・パンドラの箱‐（2024年12月18日〜22日、シアター・アルファ東京）[7]
- 銀プロ 第2回公演「地上最後の冗談」（2025年2月18日〜23日、OFF・OFFシアター）[8]
- HIGHcolors「或る、かぎり」（2025年4月2日〜6日、下北沢駅前劇場）[9]
- フェードラ -炎の中で-（2025年6月26日〜29日、銕仙会能楽研修所 / 7月5日・6日、水戸芸術館ACM劇 [特設能舞台]）[10]
- 劇団道学先生「水星とレトログラード」（2025年8月2日〜11日〈予定〉、下北沢ザ・スズナリ）[11]
- 醉いどれ天使（2025年11月7日〜23日〈予定〉、明治座 / 11月28日〜30日〈予定〉、御園座 / 12月5日〜14日〈予定〉、大阪新歌舞伎座）[12]

### 脚本
- 太郎次郎一門猿芸ショー 被災地慰問公演スペシャル！IN東京（2012年10月30日〜31日、銀座博品館劇場）

### バラエティ
- うまなりクン（1998年4月11日 - 2002年9月28日、フジテレビ）
- 炎のチャレンジャー（テレビ朝日）- 『芸能人限定72時間耐久 断食し続けたら100万円』に「がんす 宮地大介」名義で挑戦。100万円を獲得。
- スパスパ人間学!（1999年10月14日 - 2005年3月31日、TBS） - 脳会議の海馬 役
- 世界ゴッタ煮偉人伝（2000年4月21日 - 9月22日、フジテレビ）
- 人類滅亡と13のコント集〜もう笑うしかないのか?!〜（2004年10月9日 - 2005年3月19日、日本テレビ）

※パイロット版制作協力及び出演
- 映画天国 チネ★パラ（番組コーナー「部長と課長の金曜ロードショー」）（2005年、日本テレビ）
- 談志・爆笑の芸能大全集（2010年、NHK-BS）
- モンスターズ・インク日本上陸SP（2013年、TBS）
- 内村とザワつく夜（2014年2月4日、TBS）
- 1番だけが知っている（煙石元アナ冤罪事件の再現ドラマ）（2018年5月9日、TBS） - 煙石元アナと対峙する弁護士 役
- 痛快TV スカッとジャパン（2018年6月11日・7月2日・11月19日、フジテレビ）
- みんなの2020バンバンジャパーン!（2018年7月28日・11月24日、ETV）
- テレビ史を揺るがせた100の重大ニュース〜平成・令和の未解決事件　春の大追跡SP〜（2021年4月11日、TBS） - 福徳銀行現金強奪事件「情報の江本」役

### テレビドラマ
- B型オンナが結婚する方法（2009年2月24日、フジテレビ） - TV局プロデューサー 役
- サザエさん パート1（2009年11月15日、フジテレビ） - 洋食屋店員 役
- 絶対零度〜未解決事件特命捜査〜　Case.10（2010年6月15日、フジテレビ） - 矢野正史 役
- Q10（キュート）　第3話（2010年10月6日、日本テレビ） - 体育教師 役
- サザエさん パート3（2011年1月2日、フジテレビ） - そば屋店員 役
- サマーレスキュー〜天空の診療所〜（2012年、TBS） - 事務員 役
- 恋愛ニート〜忘れた恋のはじめ方　Lesson 2・3（2012年1月27日・2月3日、TBS） - 結婚相談員 役
- 黒い報告書　第三の報告書：リア充の女（2012年12月8日、BSジャパン） - 君嶋秋生 役
- 警部補 矢部謙三2（2013年8月3日、テレビ朝日） - 城南医大外科医 大島豊 役
- 土曜ワイド劇場　私は代行屋!2 事件推理請負人（2013年11月2日、テレビ朝日） - 警官 役
- サザエさん パート4（2013年12月1日、フジテレビ） - 駅員 役
- フジテレビ開局55周年記念ドラマ～森光子を生きた女～（2014年5月9日、フジテレビ） - 神崎ユージ 役
- アウトバーン マル暴の女刑事・八神瑛子（2014年8月9日、フジテレビ） - 岩崎 役
- さぼリーマン甘太朗　第10話（2017年9月15日、テレビ東京） - 得意先社長 役
- 刑事ゆがみ 第1話（2017年10月12日、フジテレビ） - 駅のホーム上のサラリーマン 役
- コウノドリ 第2シリーズ第4話（2017年11月3日、TBS） - 堂島こども総合病院産婦人科医　和田朋弘 役
- 奥様は、取り扱い注意　エピソード08（2017年11月22日、日本テレビ） - ワイドショーキャスター 役
- この世界の片隅に 第1話（2018年7月15日、TBS） - 親戚のおじさん 役
- この世界の片隅に 第4話（2018年8月5日、TBS） - 親戚のおじさん 役
- 税務調査官・窓際太郎の事件簿 第34作（2018年8月6日、TBS）
- 太陽を愛したひと～1964あの日のパラリンピック～（2018年8月22日、NHK総合テレビ） - 施設作業員　役
- リーガルV〜元弁護士・小鳥遊翔子〜 第2話（2018年10月18日、テレビ朝日） - ウェイター 役
- フルーツ宅配便　第7話（2019年2月22日、テレビ東京） - 接待役
- いだてん〜東京オリムピック噺〜　第8話（2019年2月24日、NHK総合テレビ） - 新聞記者　役
- トレース～科捜研の男～ 第8話（2019年2月25日、フジテレビ） - 施設員 役
- 40女と90日間で結婚する方法（2019年3月3日、TOKYO MXテレビ） - 高田 役
- 30ハケン女が就職する方法（2019年3月10日、TOKYO MXテレビ） - 安藤課長 役
- やすらぎの刻〜道 第79話（2019年7月25日、テレビ朝日） - 軍医 役
- 監察医 朝顔 第7話（2019年8月26日、フジテレビ） - 裁判長 役
- 元彼の遺言状 第4話（2022年5月2日、フジテレビ） - リポーター 役

### 映画
- 夏休みの地図（2013年） - ガラクタマン 役
- TOKYOデシベル（2017年） - 寺の住職 役
- エリカ38(2019年)  -記者役(声の出演)
- 無頼（2020年） - 議員 役
- 怪獣ヤロウ!（2025年） - 建設会社の工場長 役

### 携帯配信ドラマ
- 40女と90日間で結婚する方法（2009年5月1日 - 全12話、BeeTV） - 高田 役
- 30ハケン女が就職する方法（2010年2月1日 - 全12話、BeeTV） - 安藤課長 役
- いぬのメリー〜幸せを運ぶ伝書犬〜（2011年2月20日 - 全12話、BeeTV） - うまかフーズ部長 役

### 動画配信サービス
- ドクターY〜外科医・加地秀樹〜（2018年9月15日～ - 第1話、テレ朝動画） - 沼津明博教授　役

### CM
- ヤマト運輸
- 洋服の青山「フレッシュマン応援セール」（共演：松浦亜弥）（2006年） - 記者 役
- 明治製菓「ガルボチップス」（共演：広末涼子）（2008年） - 上司 役
- 福岡パルコ「みんなの宣伝部」（2010年）
- MSD「AGA」（2013年）
- 花王「アタック抗菌EXシリーズ 抗菌水を語る篇」（2018年）
- 「動画カンタン作り放題　メディア博士」（Web CM）（2020年）
- 日本コカ・コーラ「からだおだやか茶W」（2021年）

### DVD
- お笑いライヴ 人類滅亡〜27連発!狂気のコント集〜（2005年）
- ドラマ「40女と90日間で結婚する方法」（2010年）
- 宮地大介第二回単独公演「人生リハーサル」vol.和田ラヂヲ（2013年）
- 夏休みの地図（2013年）

### Vシネマ
- 日本統一外伝　山﨑一門4 (2021)
- 下町任侠伝 鷹6 (2022年)
- 下町任侠伝 鷹7 (2023年)

### 書籍
- 人類滅亡と13のコント集（2005年）

### 携帯アプリ
- 宮地大介のラジオ大学　朝セット
- 宮地大介のラジオ大学　夜セット

### その他
- 業界用語講座（2010年、トレインチャンネル）
- タイタンチャンネル「宮地・ばっこーのマンデー9」（2014年1月20日の放送をもって終了）
- 富士通「Arrows Another Story1　読めない刑事」（2017年）
- 楽天AirMap 空域管理ダッシュボードとドローン操縦者向けアプリ「AirMap」（2017年）
- 東急電鉄「朝のグッチョイクーポン　早朝物語」（2018年、トレインチャンネル）